# منازل السائرين
منازل السائرين، كتاب للإمام أبو إسماعيل الهروي في التصوف، وقد شرحه ابن القيم في كتابه مدارج السالكين.
يتوجه المؤلف شيخ الإسلام عبد الله الأنصاري الهروي من خلال هذا الكتاب إلى جماعة الراغبين في الوقوف على منازل السائرين إلى الحق جل جلاله، من الفقراء من أهل هراة والغرباء. مذكراً بما شرحه أبو بكر الكتاني في أن بين العبد وربه ألف مقام من نور وظلمة طوّلت عليه وعليهم، مشيراً إلى أن جميع هذه المقامات تجمعها رتب ثلاثة: الأولى: أخذ القاصد في السير، الثانية دخوله في الغربة، الثالثة: حصوله على المشاهدة الجاذبة إلى عين التوحيد في طريق الفناء، ذاكراً أبنية تلك المقامات التي تشير إلى تمام تلك المراتب والتي تدل على مرامها محدداً تلك المقامات بمائة مقام قسمها في كتابه هذا على عشرة أقسام وهي: قسم البدايات، قسم الأخلاق، قسم الأحوال، قسم الأبواب، قسم الأصول، قسم الولايات، قسم النهايات، قسم المعاملات، قسم الأودية، ثم قسم الحقائق.

## أقسام الكتاب
1. الكتاب مقسم عشرة أقسام.
2. قسم البدايات
3. قسم الأبواب
4. قسم المعاملات
5. قسم الأخلاق
6. قسم الأصول
7. قسم الأدوية
8. قسم الأحوال
9. قسم الولايات
10. قسم الحقائق
11. قسم النهايات

## وصلات خارجية
- . على يوتيوب.